# 下廍
下廍，是臺灣屏東縣東港鎮的一個傳統地域名稱，位於該鎮東部。相較於今日行政區，其範圍大致為下廍里不含北部東側較大凸出部分及西南部凸出部分。
本地區境內主要聚落為下廍。

## 歷史
台灣日治初期，下廍和地區為一街庄，稱為「下廍庄」（舊制街庄），隸屬於港東中里。該庄昔日西北與三西和庄為鄰，北與七塊厝庄為鄰，東與車路墘庄為鄰，南邊東段為(石亟)仔口庄，南邊中至西段及西邊為大潭新庄。
1901年（日治明治三十四年）11月11日，全台廢縣廳改設二十廳，該庄隸屬於阿猴廳。1904年（明治三十七年）4月15日，該庄編入「溪洲區」，隸屬於阿猴廳。1905年（明治三十八年）4月1日，阿猴廳改稱「阿緱廳」。1909年（明治四十二年）10月25日，全台合併二十廳為十二廳，溪洲區仍隸屬於阿緱廳。1920年（大正九年）10月1日，全台地方制度大改正，廢十二廳改設五州二廳，該庄改制為「下廍」大字，隸屬於高雄州東港郡東港街（新制街庄）。
戰後東港街改制為東港鎮，隸屬於高雄縣，大字亦改制為村。1950年（民國39年）10月1日，高、屏分治，東港鎮改隸屬於屏東縣。
相較於今日行政區，本地區的範圍大致為下廍里不含北部東側較大凸出部分及西南部凸出部分。

## 聚落
本地區發展較早的聚落為下廍，在日治初期的官方地圖上已有記載。

## 交通
鄉道屏126線是大鵬至萬華的道路，經過本地區的下廍聚落。
鄉道屏127線是三西和至下廍的道路，其南側端點（終點）位於本地區中部偏西南、下廍聚落西北側的鄉道屏126線路口。